# Stagnicola palustris
Espèce
Statut de conservation UICN

 LC  : Préoccupation mineure
Stagnicola palustris (ou Lymnaea palustris), la limnée des étangs, est une espèce de mollusque gastéropode d'eau douce de la famille des Lymnaeidae.

## Distribution etbiotope
Habitat : eaux douces stagnantes.

## Menace
- Cette limnée ne figure pas sur la liste rouge de l'UICN, parce que son statut n'a pas été évalué (NE).

## Notes et références

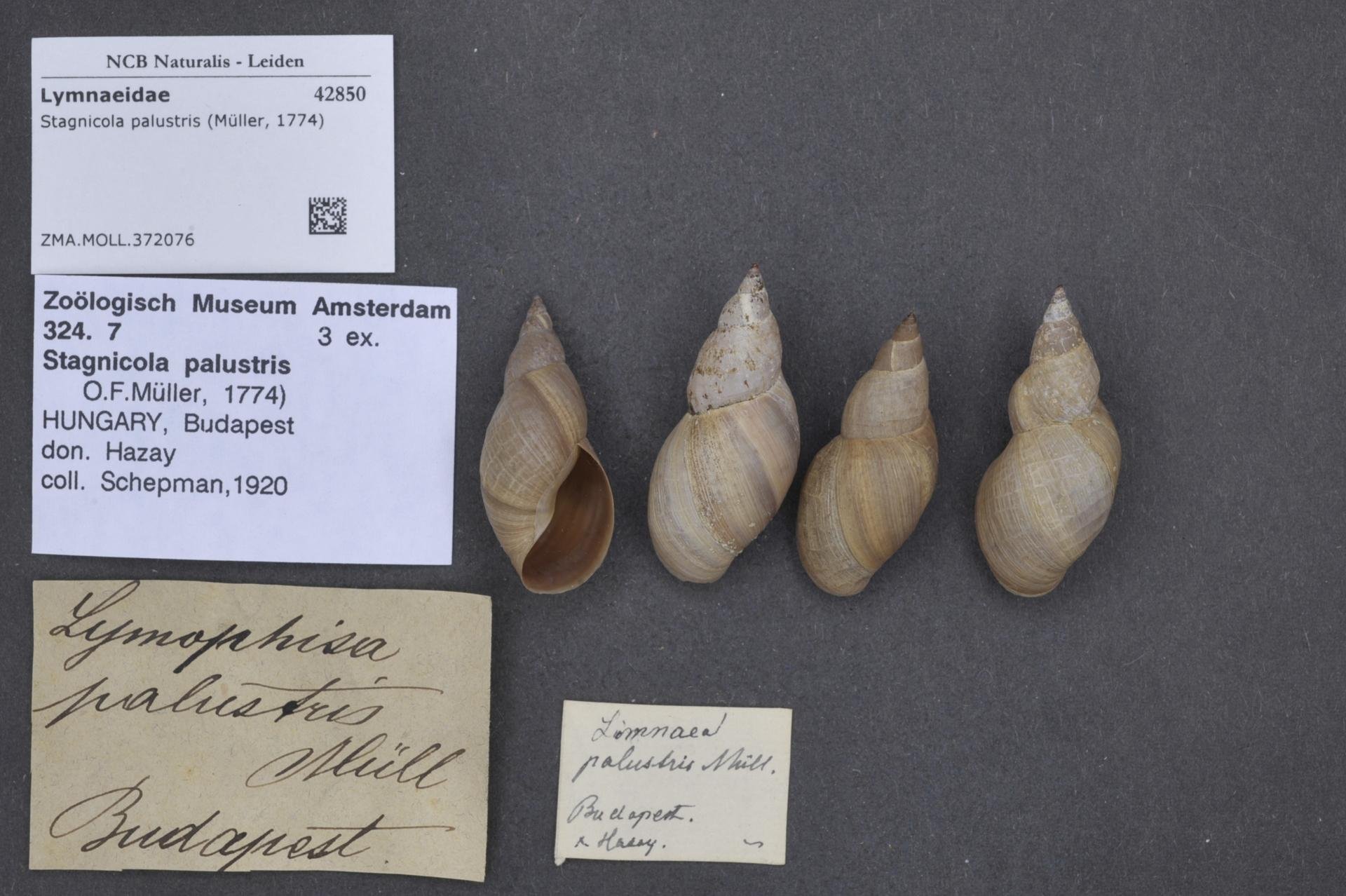
Stagnicola palustris (Müller, 1774), spécimens de musée Naturalis